# Le Gua (Charente-Maritime)
Le Gua – miejscowość i gmina we Francji, w regionie Nowa Akwitania, w departamencie Charente-Maritime.
Według danych na rok 1990 gminę zamieszkiwało 1689 osób, a gęstość zaludnienia wynosiła 47 osób/km² (wśród 1467 gmin regionu Poitou-Charentes Gua plasuje się na 168. miejscu pod względem liczby ludności, natomiast pod względem powierzchni na miejscu 103.).